# Línea 9 (TRAM Metropolitano de Alicante)
Línea 9 del TRAM Metropolitano de Alicante es un recorrido que está en servicio en el tranvía de Alicante. Discurre por la costa norte de la provincia  conectando Benidorm, Alfaz del Pi, Altea, Calpe, Benisa, Teulada, Gata de Gorgos y Denia, desde la estación de Benidorm hasta la estación de Denia. Es un servicio de cercanías que tiene una frecuencia menor que la del resto de servicios TRAM. El trayecto se completa en unos 100 minutos con trenes-tram duales de la serie 5000 desde Benidorm hasta Dénia.
La línea 9 tiene dos conexiones con la línea 1, en las estaciones de Benidorm y Benidorm Intermodal. Este transbordo hace posible llegar desde la Marina Alta a la ciudad de Alicante y al área metropolitana de la capital.
La línea 9 junto con la línea 1 forman el servicio heredado del histórico Trenet de la Marina, que unía Alicante con Denia, siendo la L1 la parte renovada y electrificada y la L9 la parte todavía no renovada y electrificada completamente. Después de un largo período de obras iniciado en el año 2016, el día 16 de enero de 2023 se puso en servicio el recorrido completo de la línea.

## Historia
El recorrido de la Línea 9 está heredado del antiguo Trenet de la Marina. En el año 1986 se traspasaron las competencias del tren de vía estrecha a la Generalidad Valenciana por lo que, a partir del 1 de enero de 1987, la comunidad autónoma asumió su gestión.
El 15 de agosto de 2003 se inauguraba el recorrido tranviario entre Porta del Mar y El Campello, con lo que la actual línea 9 pasaba a realizar el recorrido entre El Campello y Denia, en lugar de entre Alicante y Denia. El 30 de julio de 2007 pasaba a realizar el trayecto entre Creueta y Denia, y el 2 de junio de 2008 pasaba a realizar el trayecto entre Benidorm y Denia, como permanece en la actualidad. Durante el corte del tramo Calpe-Denia, entre 2016 y 2023, se procedió al cierre de la parada de Ferrandet, entre Calpe y Benissa. El 31 de julio de 2018 se inauguró la parada de Benidorm Intermodal, con lo cual se cerró la parada Disco Benidorm.
En los últimos años se han realizado diferentes obras de mejora y modernización del servicio, entre las que se pueden destacar:
- Durante 2015 se cortó el servicio de la línea 9 entre Benidorm y Calpe para renovar la infraestructura en ese tramo.[11][12][13]

- El 28 de julio de 2016 se cortó temporalmente la línea entre Calpe y Denia para realizar trabajos de modernización de la infraestructura, por lo que el servicio pasó a realizarse  mediante transbordo en autobús.[14]

- El 31 de julio de 2020, se abrió al tráfico ferroviario el tramo Calpe-Teulada.[15]

- El 13 de julio de 2022 entró en servicio el tramo Teulada-Gata de Gorgos.[16]

- Finalmente, el 16 de enero de 2023 se puso en servicio toda la línea completa entre Benidorm y Denia.[17][18] Sin embargo, hasta la total renovación del trayecto, el servicio se realiza con dos tipos de trenes. Por ello, temporalmente es necesario hacer un transbordo en la estación de Calpe.[19]

- El 9 de abril de 2024 se cortó el tramo entre Olla Altea y Calpe de la línea para realizar trabajos de infraestructura. El servicio pasó a realizarse en autobús.[20]

- El 9 de septiembre de 2024 se cortó el tramo entre Garganes y Olla Altea, pasándose a realizar en autobús entre Altea y Calpe.[21]

- El 1 de octubre de 2024 se cortó el tramo entre Calpe y Teulada, pasándose a realizar en autobús entre Altea y Teulada.[22]

- El 1 de noviembre de 2024 se puso en servicio de nuevo el tramo entre Calpe y Teulada.[23]

- Finalmente, el 28 de enero de 2025 se puso en servicio toda la línea completa entre Benidorm y Denia, sin necesidad de transbordos, y con los tren-tram duales de la serie 5000 en toda la línea, retirándose así los trenes diésel de la serie 2500.[24]

## Estaciones y apeaderos
| Nombre de Estación/Apeadero | Dirección                       | Municipio      | Correspondencias | Servicios                                                            |
| --------------------------- | ------------------------------- | -------------- | ---------------- | -------------------------------------------------------------------- |
| Benidorm                    | Calle Estación / Av. Beniardá   | Benidorm       |                  | Estación accesible · Aparcamiento · Punto de Información · Cafetería |
| Benidorm Intermodal         | Calle Francisco Llorca Antón    | Benidorm       |                  | Estación accesible · Aparcamiento                                    |
| Camí Coves                  | Camino Les Coves                | Benidorm       |                  | Estación accesible                                                   |
| L'Alfàs del Pi              | Paseo de la Media Legua         | Alfaz del Pi   |                  | Estación accesible · Aparcamiento · Cafetería                        |
| El Albir                    | Camino de Alguers               | Alfaz del Pi   |                  | Estación accesible                                                   |
| Altea                       | Calle de la Mar                 | Altea          |                  | Estación accesible · Aparcamiento · Cafetería                        |
| Garganes                    | Pl. José María Planelles        | Altea          |                  | Estación accesible                                                   |
| Cap Negret                  | Partida de Cap Negret           | Altea          |                  | Estación accesible                                                   |
| Olla de Altea               | Calle de la Estación            | Altea          |                  | Estación accesible · Aparcamiento                                    |
| Calp                        | Partida La Estación II          | Calpe          |                  | Estación accesible · Aseos                                           |
| Benissa                     | Av. de la Estación              | Benisa         |                  | Estación accesible · Aparcamiento                                    |
| Teulada                     | Camino de la Estación           | Teulada        |                  | Estación accesible · Aparcamiento                                    |
| Gata                        | Calle Estación / Paseo Alicante | Gata de Gorgos |                  | Estación accesible                                                   |
| La Xara                     | Ctra. La Xara-Jesús Pobre       | Denia          |                  | Estación accesible                                                   |
| Pedrera-Vessanes            | Calle Médico Manuel Vallalta    | Denia          |                  | Estación accesible                                                   |
| Bosc de Diana               | Avenida Joan Fuster             | Denia          |                  | Estación accesible                                                   |
| Denia                       | Paseo del Saladar               | Denia          |                  | Estación accesible · Aparcamiento · Punto de Información · Cafetería |

## Evolución del tráfico
| Año       | 2009    | 2010    | 2011    | 2012    | 2013    | 2014    | 2015    | 2016    | 2017    | 2018    | 2019    | 2020    | 2021    | 2022    |
| --------- | ------- | ------- | ------- | ------- | ------- | ------- | ------- | ------- | ------- | ------- | ------- | ------- | ------- | ------- |
| Pasajeros | 425.624 | 700.301 | 726.669 | 752.502 | 730.333 | 742.383 | 739.349 | 616.624 | 424.317 | 531.678 | 635.644 | 362.562 | 429.025 | 655.491 |